# Шарков, Виктор Полиэктович
Виктор Полиэктович Шарков (1930 — 1 ноября 2019) — бригадир очистной комплексно-механизированной бригады шахты «Карагайлинская 1-2», Герой Социалистического Труда. Звание Героя Социалистического Труда присвоено в 1971 году.

## Биография
Шарков Виктор Полиэктович родился в 1930 г. в городе Вышний Волочек. Образование неполное среднее. После окончания армейской службы он не вернулся в отчий дом, а поехал в Сибирь. На шахте «Карагайлинская» работал бригадиром очистной комплексно-механизированной бригады со дня сдачи её в эксплуатацию. Руководимая им бригада неоднократно добивалась рекордных показателей по добыче угля. Так, в 1969 г. и в 1973 г. был поставлен Всекузбасский рекорд. За 31 рабочий день из лавы, оборудованной механизированным комплексом было добыто 69 и 120 тыс. тонн угля. Бригада, руководимая Шарковым В. П., являлась инициатором социалистического соревнования среди бригад тысячников в Кузбассе.
Скончался 1 ноября 2019 года, в 2023 году в доме, где жил Виктор Полиэктович, установлена мемориальная доска.

## Награды и звания
За высокие производственные показатели в социалистическом соревновании Шаркову В. П. в 1967 г. присвоено звание «Почётный шахтер», в 1970 г. — звание «Отличник социалистического соревнования Министерства угольной промышленности СССР». В 1971 г. (от 30 марта) присвоено звание «Героя Социалистического Труда» с вручением ордена Ленина и золотой медали «Серп и молот». Виктор Полиэктович является кавалером знака «Шахтёрская слава». В 1973 г. ему присвоено звание «Почётный механизатор угольной промышленности СССР», в 1974 г. — звание «Лауреат премии Кузбасса», в 1974 г. награждён орденом «Знак Почёта».
В 2006 году присвоено звание «Почётный гражданин Кемеровской области».